# Devisthan (Khotang)
Devisthan (nep. देवीस्थान) – gaun wikas samiti we wschodniej części Nepalu w strefie Sagarmatha w dystrykcie Khotang. Według nepalskiego spisu powszechnego z 2001 roku liczył on 388 gospodarstw domowych i 2184 mieszkańców (1109 kobiet i 1075 mężczyzn).